# Tabghach
Les Tabgach (du vieux turc : 𐱃𐰉𐰍𐰲, translittération : Tabgač, Tabγač ou Tabɣač), parfois écrit Tabghatch, souvent appelés Tuoba en Occident (du chinois : 拓跋氏 ; pinyin : tuòbá shì ; EFEO : t’o-pa-che ; litt. « clan Tuoba »), sont une ancienne maison aristocratique originaire des Xianbei. Ils sont particulièrement liés à la dynastie Wei du Nord entre le IIIe – VIe siècle.
D’ascendance Xianbei et apparentés aux Donghu proto-mongols, ils forment une confédération nomade avant de s’installer au-delà de la Grande Muraille et de s’intégrer progressivement à la sphère politique et culturelle chinoise. En 386, le prince Tuoba Gui établit la dynastie Wei du Nord et fixe sa capitale à Pingcheng.
Les Tabghach jouent un rôle important dans la diffusion du bouddhisme en Chine. Cependant, des dissensions internes et des révoltes précipitent leur déclin. La dynastie se scinde alors en Wei de l’Est et Wei de l’Ouest, amorçant la fin de leur influence politique.

## Étymologie
Au VIIIe siècle, la forme turcique ancienne du nom est Tabγač, romanisé sous la forme Tabgatch ,,. On les retrouve dans des sources grecques byzantines comme l'Histoire de Théophylacte Simocatta sous le nom de Taugas et Taugast (Ταυγάστ). Zhang Xushan et d'autres soutiennent que le nom dériverait en fin de compte d'une transcription dans les langues turques du nom chinois « Grand Han »  (Dà Hàn).
Tuoba est la romanisation atonale pinyin de la prononciation mandarin du chinois 拓跋 (Tuòbá), dont la prononciation au moment de sa transcription en chinois moyen est reconstituée comme *Thak-bat. Il est anglicisé en T'o-pa et en Toba ,. Le nom est aussi parfois précisé comme Tuoba Xianbei,.

## Ethnologie et langue
Selon Nikita Bitchourine, les Tuoba et leurs ennemis Rouran descendent d'ancêtres communs. Le Livre des Wei indique que les Rourans sont d'origine Donghu et que les Tuoba sont originaires des Xianbei, branche des Donghu. Les ancêtres Donghu de Tuoba et de Rouran sont très probablement des proto-Mongols.
L'origine linguistique fait encore débat. Alexander Vovin identifie la langue Tabghach comme une langue mongole,. D'autre part, Juha Janhunen suggère que les Tabghach auraient pu parler une langue oghoure. René Grousset décrit les Tabghach comme une tribu turque. Selon Peter Boodberg, la langue Tabghach est essentiellement turque avec des influences mongoles. Chen Sanping observe que la langue Tabghach contient les deux éléments,. Liu Xueyao suppose que les Tabghach possèdent une langue propre, trop éloignée des langues connues. Plus récemment, Andrew Shimunek classe le Tabghach comme une langue « serbe » (c'est-à-dire para-mongolique). La branche serbe du Shimunek comprend également les langues tuyuhun et khitan.

## Histoire

### Pré-dynastique et débuts

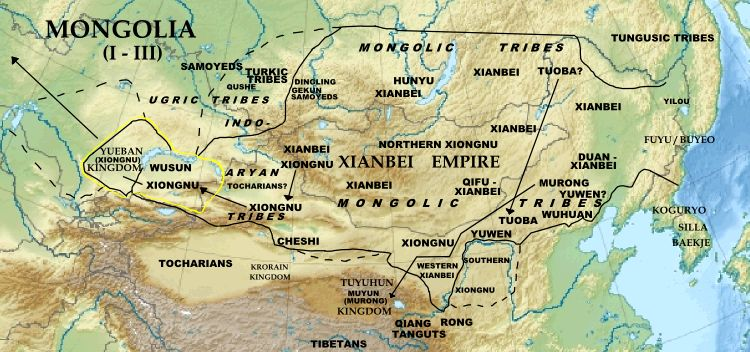
Les Tabghach et leurs voisins, vers le IIIe siècle après J.-C.

Les archéologues mongols chinois ne distinguent pas les éléments Tabgach/Tuoba de ceux des populations Xianbei. Les principaux sites pré-dynastiques identifiés sont situés à Zhalainor, près du lac Hulun. Ils sont datés du IIe et Ier siècles av. J.-C. On y retrouve des têtes de flèches, des ossements bovins et équidés issus de sacrifices, un cercueil en bois trapézoïdal, typique de la culture Xianbei.
Ce sont essentiellement des cavaliers. Une riche tombe de l'élite à Chaoyang (province du Liaoning), a livré un superbe harnachement de cheval en bronze doré daté du IVe siècle. Sous les Wei ils représentent une partie de l'armée. Une armée très hétéroclite, par ailleurs, composée en partie de Herchu (des Xiongnu ?), les chinois fournissant l'infanterie.

### Confédération et dynastie Wei du Nord

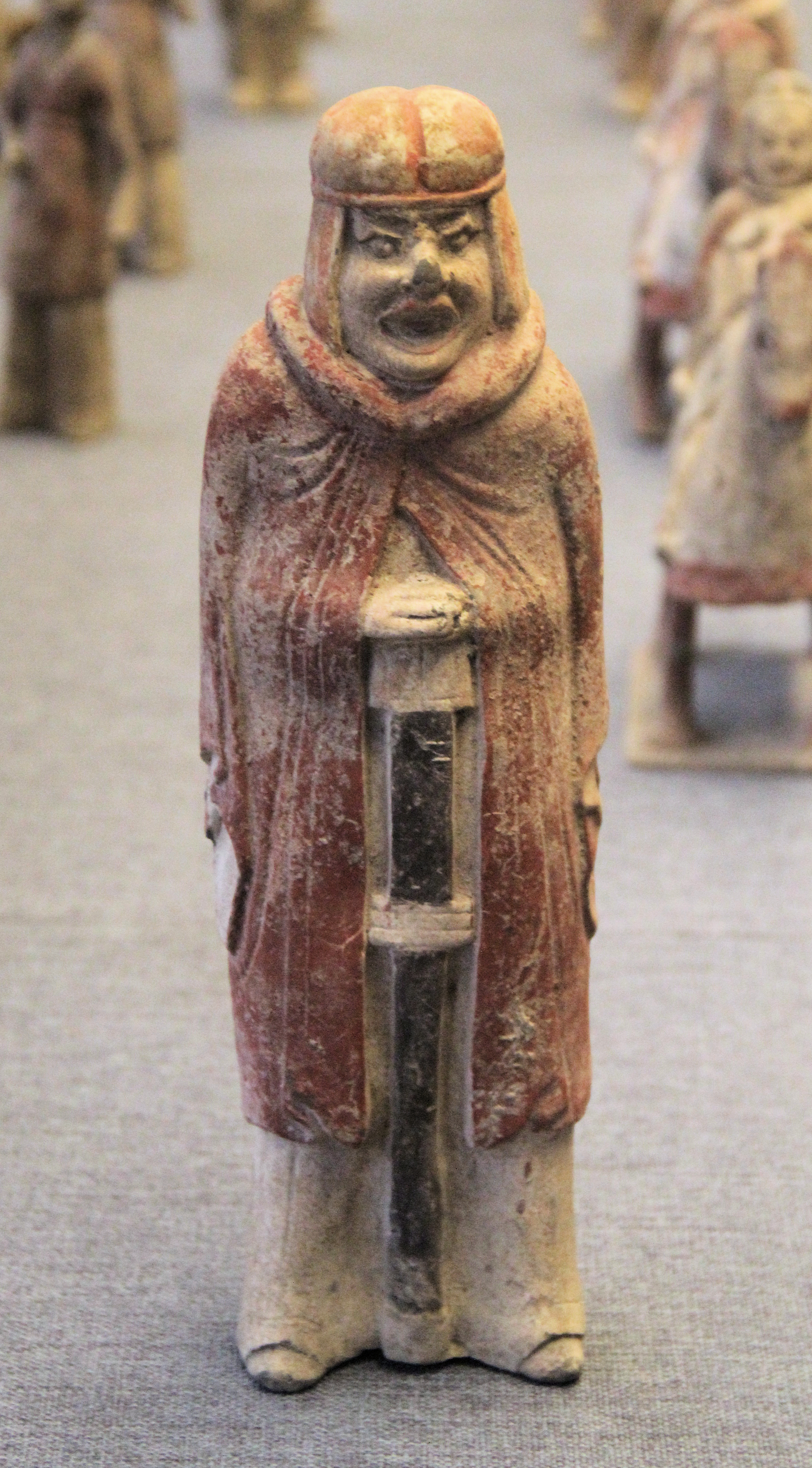
Un officier des Wei du Nord. Statuette tombale, musée de Luoyang.

À l'origine, en 258, c'est une fédération nomade signalée à l'extrême nord du Shanxi, au nord de la Grande Muraille. Ils se déplacent ensuite au Sud, au-delà de la Grande Muraille et établissent une capitale dans la région de Hélingeer (Hélíngé'ěr). Mais vers 350 ils sont liés à la Chine, installés par l'État des Qin antérieur dans le Shaanxi. À la fin du IVe siècle leur prince Tuoba Gui vainc les Xianbei Murong (royaume Tuyuhun, fondé en 329 par Murong Tuyuhun). Tuba Gui fonde, alors, une dynastie « chinoise », baptisée Wei. Ils sont, ensuite, plus ou moins sinisés à partir de leur migration, en vagues successives, sur les anciens territoires situés au nord de l'empire Han. Ils fondent leur capitale à Pincheng, l'actuelle Datong, en 386. L'empereur Tuoba Tao est l'un de ceux qui opprimèrent le plus le bouddhisme, en particulier en 438. Pour renforcer leur empire les Wei du Nord opèrent des transferts de populations, suivant la tradition chinoise depuis la fondation du premier empire. L'élite Tabghach installée à la cour se sinise et adopte la religion bouddhiste. C'est dans ce contexte qu'elle participe probablement, avec l'élite chinoise, aux commandes des grands sanctuaires bouddhistes rupestres de Yungang, proches de Datong, et ensuite celles de Longmen, à proximité de la seconde capitale, Luoyang.
En effet, l'année 494 voit le déplacement de la capitale depuis Datong jusqu'à Luoyang, au Henan, à 700 km. plus au Sud. Dès lors la langue, les noms et le costume traditionnels sont interdits. On voit qu'ainsi le grand ensemble des grottes bouddhistes de Yungang, où se sont mêlés plusieurs courants culturels venus d'Inde et d'Asie centrale, du Xinjiang et souvent interprétés « à la chinoise » mais sans apport Tabghach, a été la première étape significative dans ce processus d'acculturation où s'efface la culture des steppes. Par ailleurs si le bouddhisme semble attesté sous les Han occidentaux, au Ier siècle avant notre ère, c'est au IVe siècle (selon la tradition, en 372) qu'il parvient en Corée, par l'État de Qin antérieur. Il était ainsi implanté depuis longtemps en Chine, et ne cessait de se répandre quand il a pu forger, entre moine et élite Tabghach, une relation mutuelle où le succès du bouddhisme était solidement attaché à la dynastie impériale.

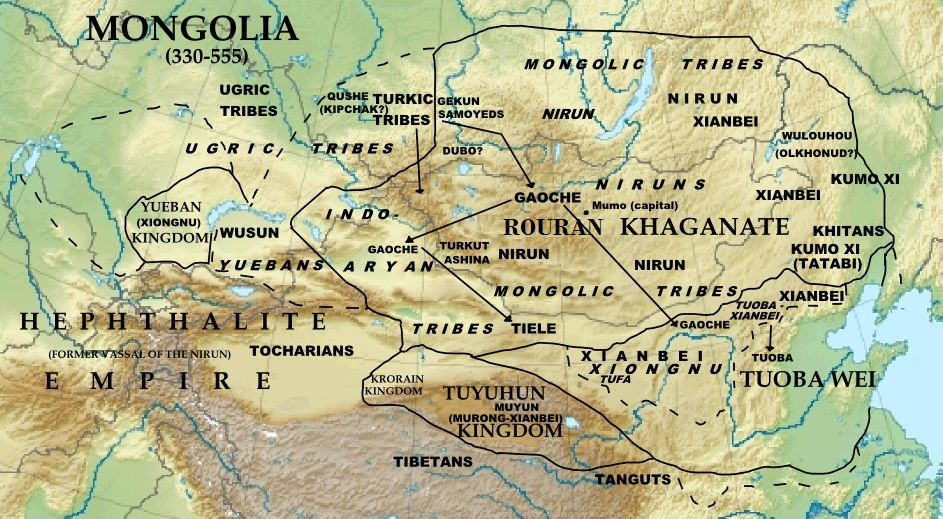
Rouran Khaganate, Royaume Tuyuhun, Tabghach Wei 330-555 après JC

La déchéance vers 450 puis la chute brutale du Khaganat Rouran laisse un vide dans la partie septentrionale et diminue fortement la pression que subissent les Tabghach. Les seigneurs peuvent se concentrer sur des projets de constructions tels qu'un palais à Pingcheng, des temples bouddhiste ou encore les grottes de Yungang. De plus, cette période est également liée au renouvellement du commerce de la route de la soie nomade et la court royale reçoit des émissaires provenant de Perse.

### Déclin
Les Wei subirent un échec déterminant contre la Chine du Sud en 507, et leur affaiblissement s'amplifia avec la « révolte des six garnisons » en 534. Ils se divisent ensuite en une dynastie Wei de l'Ouest (534-550) et en une dynastie Wei de l'Est (534-557).
De leur côté les Xianbei de Tuyuhun - devenus alliés des Tabghach sous Tuoba Tao - furent anéantis en 663 par l'Empire du Tibet dirigé alors par Songtsen Gampo, lors d'une guerre l'opposant à l'Empire chinois de la dynastie Tang. Les survivants fuirent afin de demander la protection de la dynastie Tang (618 - 907). L'empereur Jingzong, issu de ce clan, fonda ensuite la dynastie des Xia occidentaux (1032 - 1227).

## Génétique
Selon Zhou, les fréquences d'haplogroupes des Tabghach Xianbei sont de 43,75 % d'haplogroupe D, 31,25 % d'haplogroupe C, 12,5 % d'haplogroupe B, 6,25 % d'haplogroupe A et 6,25 % d'« autres ».
Zhou effectue une analyse de l'ADN mitochondrial de 17 Tabghach Xianbei, qui démontre qu'ils sont, de la même manière, complètement d'origine est-asiatique dans leurs origines maternelles, appartenant aux haplogroupes D, C, B, A et à l'haplogroupe G.

## Genealogie
- Tuoba Liwei, (拓拔力微), (v. 174 - 277) seigneur des Tuoba;
  - Tuoba Shamohan, (拓跋沙漠汗), (v.200 - 277);
    - Tuoba Fu, (拓跋弗), (v.225 - 294), seigneur des Tuoba en 293;
      - Tuoba Yulü, (拓跋鬱律), (v. 250 - 321), seigneur des Tuoba;
        - Tuoba Yihuai, (拓跋翳槐), (v. 310 - 338), seigneur des Tuoba;
        - Tuoba Shiyiqian, (拓跋什翼犍), (320 - 376), seigneur des Tuoba en 338;
          - Tuoba Shi, (拓跋寔), (v. 340 - 371);
            - Daowu, (4/8/371 - 6/11/409), empereur des Wei du Nord;

    - Tuoba Yituo, (拓拔猗㐌), (v.230 - 305), seigneur des Tuoba;
      - Tuoba Heru, (拓跋賀傉), (v. 260 - 325), seigneur des Tuoba en 321;
      - Tuoba Pugen, (拓跋普根), (v.265 - 316), seigneur des Tuoba;
        - Tuoba (...), (v. 290 - 316);

      - Tuoba Hena, (拓跋紇那), (v. 270 - 337), seigneur des Tuoba;

    - Tuoba Yilu, (拓跋猗盧), (v.235 - 316), seigneur des Tuoba;
      - Tuoba Liuxiu, (拓跋六修), (v. 265 - ?);
      - Tuoba Biyan, (拓跋比延), (v.270 - ?);

  - Tuoba Xilu, (拓跋悉鹿), (v. 205 - 268), seigneur des Tuoba;
  - Tuoba Chuo, (拓跋綽), (v.210 - 293), seigneur des Tuoba:
  - Tuoba Luguan, (拓跋祿官), (v.220 - 307), seigneur des Tuoba;